# Sequence 01
Sequence 01 (estilizado em letras maiúsculas na edição digital e em minúsculas nas edições físicas) é o álbum de estreia do grupo feminino japonês F5ve, lançado em 5 de maio de 2025 pelas gravadoras LDH Japan e Three Six Zero. Sob produção executiva da BloodPop, o álbum conta com trabalhos adicionais de AG Cook e Hudson Mohawke, além de uma participação especial da cantora americana Kesha no single principal, "Sugar Free Venom".
O álbum foi precedido pelo lançamento dos singles "Firetruck", "Lettuce", "Underground", "UFO" e "Magic Clock" entre os anos de 2022 e 2025.

## Antecedentes e gravação do álbum
F5ve estreou em 2022 sob o nome SG5 (sigla para "Sailor Guardians 5"), referenciando diretamente a franquia de mangá Sailor Moon em nome e conceito. A formação do grupo é uma colaboração entre as gravadoras LDH Japan e Three Six Zero, com o musicista norte-americano BloodPop ocupando o cargo de produtor executivo. "Firetruck" foi o single de estreia e único lançamento do grupo sob o antigo nome, SG5, disponibilizado nas plataformas de streaming em fevereiro de 2023; este foi recebido com uma recepção morna.
Em 2024, o grupo passou por uma mudança na direção criativa e ressurgiu como F5ve, com os lançamentos subsequentes assumindo uma influência da cena hyperpop e da música alternativa, cessando também a associação do grupo com o mangá.
Em outubro de 2024, o grupo revelou a revista britânica Gay Times que seu álbum de estreia estava em produção. Sequence 01 foi anunciado em 26 de fevereiro de 2025 através dos perfis oficiais do grupo no X (Twitter) e Instagram.
Sequence 01 foi o primeiro projeto em que Sayaka, Kaede e Miyuu gravaram vocais para um álbum, pois atuavam apenas como dançarinas no antigo grupo que integravam, Happiness. Rui compartilhou em entrevista a revista britânica Dazed que foi a primeira vez que elas puderam escolher os versos que gostariam de cantar, enquanto Kaede declarou que o processo de gravação com BloodPop foi "uma experiência nova, diferente de como os japoneses criam música". A equipe criativa levou em consideração as preferências musicais do grupo, com os membros compartilhando suas playlists com referências de outros artistas e dando suas opiniões sobre arranjos.

## Composição
Sequence 01 foi conceituado como uma "sequência de sonhos", explorando uma variedade de gêneros como resultado — dance, rock, funk e hyperpop sendo algumas das escolhas feitas para o álbum. Ruri caracteriza o álbum como algo que abrange uma "influência clássica do j-pop que encontra o electropop ocidental, com um toque futurístico na produção que mantém (o projeto) coeso".
Considerando o objetivo do grupo de levar a música japonesa para um público global, as integrantes cantam as músicas tanto em japonês como em inglês, enfatizando a identidade japonesa distinta do grupo através de sua música, com Kaede acrescentando em entrevista a revista britânica NME: "Eu acho que [seguir tendências] acaba diluindo [esse] aspecto. [Estamos] transmitindo a cultura japonesa como ela é. Eu acho que isso atingiu o público que sempre se interessou pela cultura e música japonesa."  A cantora e compositora japonesa Emyli, conhecida por seu trabalho com o trio M-Flo e uma principais figuras femininas na história da música japonesa, Namie Amuro, é creditada em praticamente todas as faixas do álbum, com exceção de três delas. O interesse comum entre o grupo e o produtor BloodPop por animes e mangás também foi uma fonte de inspiração para o projeto em sua concepção.
Após uma breve introdução com a faixa "Initiate Sequence 01", o álbum abre com o single "Underground", canção que o escritor da Rolling Stone Japan, Minori, destacou por referenciar às sensibilidades do Período Heisei e misturar os gêneros de eurobeat e hyperpop em sua composição.

## Arte gráfica
A arte da capa foi fotografada por Charlotte Rutherford, que também dirigiu vários videoclipes para o grupo durante o ciclo do álbum Sequence 01.  Na imagem, as integrantes são vistas examinando o conteúdo de uma caixa de papelão contendo vários papéis coloridos enquanto panfletos contendo as letras das faixas do álbum caem ao fundo. A direção criativa foi feita pelo estúdio Crystalline Structures, enquanto o logotipo do grupo foi desenhado por Timothy Luke.

## Recepção
A colunista da revista britânica Clash Music, Maria Letícia L. Gomes, concedeu uma nota 8/10 ao projeto, o definindo como "uma mistura de j-pop e hyperpop - sendo o resultado uma estreia caótica e confiante (para o grupo), que propositalmente não se define por gêneros, estando repleto de profundidade emocional e referências subculturais".

## Lista de faixas
Lista de faixas adaptada do Genius e Apple Music.
| Nº | Título                             | Compositores                                                | Produtores                                        | Duração |
| -- | ---------------------------------- | ----------------------------------------------------------- | ------------------------------------------------- | ------- |
| 1  | "Initiate Sequence 01"             | N/A                                                         | Count Baldor                                      | 0:37    |
| 2  | "Underground" (アンダーグラウンド) | BloodPop, Count Baldor e Emyli                              | Count Baldor e BloodPop                           | 2:21    |
| 3  | "Magic Clock"                      | BloodPop, A.G. Cook, Count Baldor, Naomie Abergel e Emyli   | BloodPop e A. G. Cook                             | 2:13    |
| 4  | "UFO"                              | Cook, Mark Johns e BloodPop                                 | BloodPop, A. G. Cook e Nömak                      | 2:39    |
| 5  | "Firetruck"                        | BloodPop, Count Baldor, Abergel, Ross Birchard              | BloodPop e Hudson Mohawke                         | 2:23    |
| 6  | "Lettuce" (レタス)                 | BloodPop, Count Baldor, AOBeats, Johns, Emyli               | BloodPop & Count Baldor                           | 2:08    |
| 7  | "Sugar Free Venom" (with Kesha)    | Kesha, AObeats, Mark Johns, BloodPop e Count Baldor.        | Alexander Lewis, AObeats, BloodPop e Count Baldor | 2:48    |
| 8  | "Television"                       | Emyli, AObeats, Mark Johns, BloodPop, Count Baldor e YOSHI. | AObeats, BloodPop e Count Baldor                  | 2:17    |
| 9  | "Bow Chika Wow Wow"                | Emyli, AObeats, Mark Johns, BloodPop e Count Baldor.        | AObeats, Mark Johns e BloodPop                    | 2:24    |
| 10 | "Jump"                             | Emyli, BloodPop e Count Baldor                              | BloodPop e Count Baldor                           | 3:24    |
| 11 | "リア女" (Real Girl)               | Emyli, BloodPop e Count Baldor                              | BloodPop e Count Baldor                           | 2:09    |

Notas
- No lançamento físico do álbum, todos os títulos das faixas são estilizados em letras minúsculas. Na edição digital, a faixa "UFO" é estilizada por completo em letras maiúsculas.